# 下寺町 (大阪市)
下寺町（したでらまち）は、大阪府大阪市天王寺区の町名。現行行政地名は下寺町一丁目および下寺町二丁目。

## 地理
大阪市天王寺区の西部に位置する、松屋町筋の東に面した南北約1.3kmの細長い町。学園坂が1丁目と2丁目の境界となる。東は生玉町・生玉寺町・夕陽丘町・伶人町、西は松屋町筋を挟んで中央区高津・浪速区下寺、北は生玉町、南は逢阪とそれぞれ接する。
大阪市内でも有数の仏教寺院集積地となっており、愛染坂以北はほとんどが寺院となっている。
上町台地の西麓に位置するため、地域一帯には坂道が多く、天王寺七坂のうち逢坂を除く6つの坂は当町に存在する。
愛染坂以南となる2丁目南半は、松屋町筋西側の浪速区下寺3丁目とともにオートバイ販売店が集中しており、「バイク通り」と呼ばれることがある。
2年に1回4月の第一日曜日に、下寺町の寺々ではなにわ人形芝居フェスティバルが開催される。

## 歴史
大坂の陣後、松平忠明による大坂城下の復興の際に、城下に点在していた浄土真宗以外の仏教寺院を大坂城の南側および天満の北縁に移転させ、寺町群が形成された。そのうち最も南西に形成された寺町が下寺町（25ヶ寺）で、上町台地の西麓に位置することから西寺町とも呼ばれた。
下寺町（25ヶ寺）の寺院は現在の松屋町筋の東側に並んでおり、南端部にある円成院・泰聖寺および松屋町筋の西側にあった数ヶ寺は下寺町（25ヶ寺）には含まれない。
江戸時代には大坂城下の町人が花見や散策に出かける場所として大いに賑わったとされる。
かつて寺町の真言坂の南側には大仏に見える松の茂みがあった。『絵本小夜時雨』・『摂陽奇観』によれば、寛政10年（1798年）に方広寺大仏（京の大仏）は落雷のため焼失してしまったが、当該松の茂みが、往時の大仏を彷彿とさせると、大仏を懐かしむ民衆の間で口こみが広がり、当地は訪問者で連日賑わったという。なお『摂陽奇観』には当該茂みを夜分に見れば大仏に見えるので、夜分に賑わったとしている。

### 沿革
- 1873年（明治6年） 源聖寺坂以北を西成郡西高津村、同以南を東成郡天王寺村へ分割編入。
- 1889年（明治22年）4月1日 町村制施行により、東成郡西高津村（東成郡へ転属）、天王寺村大字天王寺となる。
- 1897年（明治30年）4月1日 大阪市へ編入され、東区西高津、南区天王寺大字天王寺となる。
- 1900年（明治33年） 東区下寺町1丁目、南区下寺町2 - 4丁目の町名が起立。
- 1925年（大正14年）4月1日 いずれも新設の天王寺区へ転属となり、同区下寺町1 - 4丁目となる。
- 1943年（昭和18年）4月1日 松屋町筋以西が浪速区へ転属となり、天王寺区下寺町1 - 4丁目、浪速区下寺町2 - 4丁目に分かれる。
- 1980年（昭和55年） 浪速区下寺町2 - 4丁目を下寺1 - 3丁目に改編。
- 1981年（昭和56年） 天王寺区下寺町1 - 4丁目を同1 - 2丁目に改編。

## 寺町
下寺町（25ヶ寺）
- 大蓮寺
- 應典院
- 称念寺
- 淨國寺
- 源聖寺
- 金臺寺
- 萬福寺
- 大覚寺
- 光明寺
- 心光寺
- 宗念寺
- 光伝寺
- 超心寺
- 西往寺
- 法界寺
- 大光寺
- 善福寺
- 宗慶寺
- 善龍寺
- 称名寺
- 西照寺
- 正覚寺
- 幸念寺
- 西念寺
- 良運院

## 世帯数と人口
2019年（平成31年）3月31日現在の世帯数と人口は以下の通りである。
| 丁目         | 世帯数  | 人口  |
| ------------ | ------- | ----- |
| 下寺町一丁目 | 26世帯  | 75人  |
| 下寺町二丁目 | 185世帯 | 377人 |
| 計           | 211世帯 | 452人 |

### 人口の変遷
国勢調査による人口の推移。
| 1995年（平成7年）  | 504人 | [ 6 ]  |  |
| 2000年（平成12年） | 553人 | [ 7 ]  |  |
| 2005年（平成17年） | 492人 | [ 8 ]  |  |
| 2010年（平成22年） | 449人 | [ 9 ]  |  |
| 2015年（平成27年） | 442人 | [ 10 ] |  |

### 世帯数の変遷
国勢調査による世帯数の推移。
| 1995年（平成7年）  | 180世帯 | [ 6 ]  |  |
| 2000年（平成12年） | 235世帯 | [ 7 ]  |  |
| 2005年（平成17年） | 213世帯 | [ 8 ]  |  |
| 2010年（平成22年） | 195世帯 | [ 9 ]  |  |
| 2015年（平成27年） | 198世帯 | [ 10 ] |  |

## 事業所
2016年（平成28年）現在の経済センサス調査による事業所数と従業員数は以下の通りである。
| 丁目         | 事業所数 | 従業員数 |
| ------------ | -------- | -------- |
| 下寺町一丁目 | 23事業所 | 128人    |
| 下寺町二丁目 | 37事業所 | 169人    |
| 計           | 60事業所 | 297人    |

## その他

### 日本郵便
- 〒543-0076[3]（集配局：天王寺郵便局[12]）